# Кузяк Олександр Григорійович
Олександр Григорович Кузяк (1959-2023) — українській дослідник історії фортифікації, старший науковий співробітник НІАМ "Київська фортеця", інженер, ліквідатор наслідків аварії на ЧАЕС. Вільно володів польською мовою.

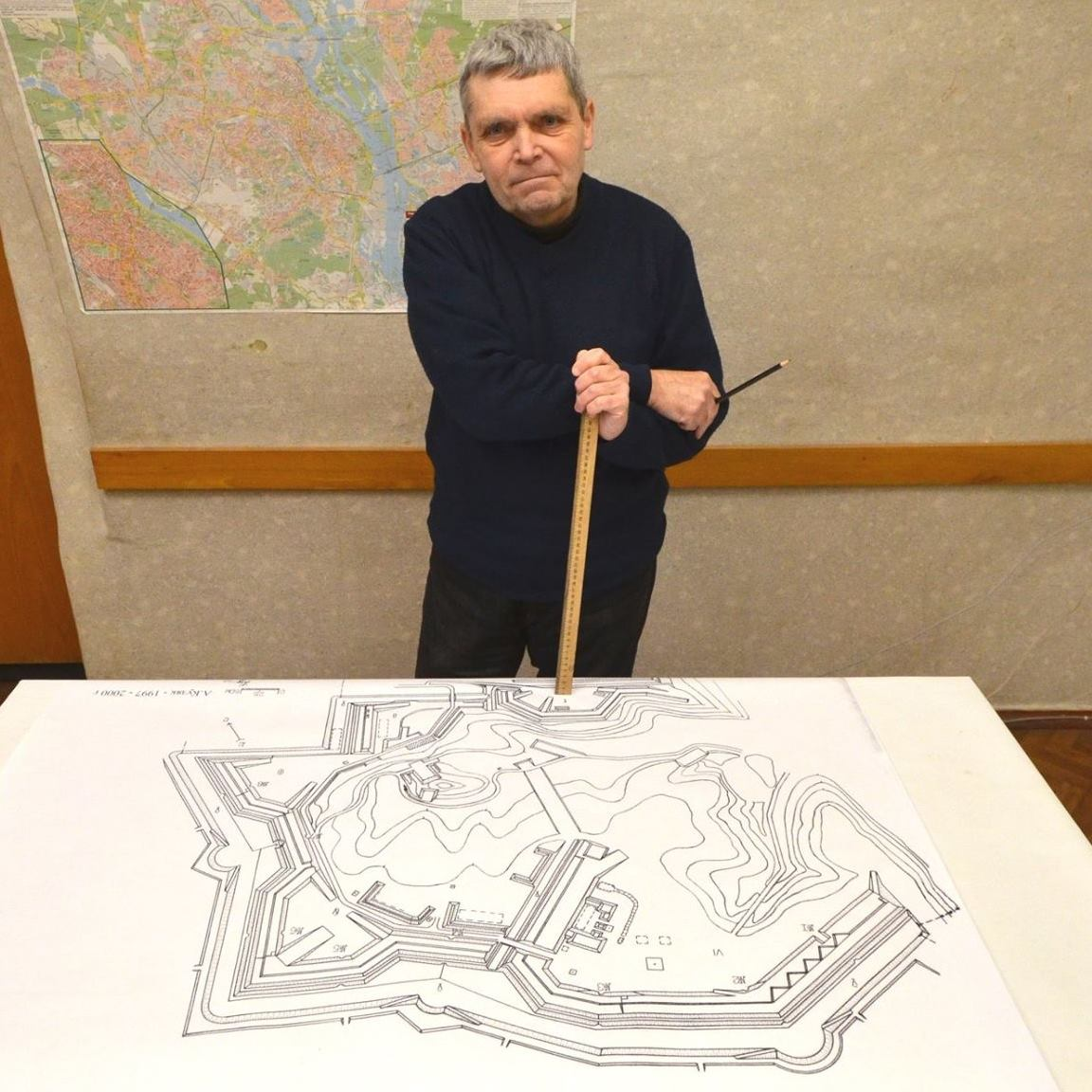
Олександр Григорович Кузяк за складанням плану Лисогірського форту. 2018 р.

## Життєпис
Народився 29 серпня 1959 р. у сім'ї військовослужбовця. В 1980 році закінчив з відзнакою «Ленінський електрорадіотехнічний технікум» м. Ленінськ, Кизил-Ординської області Казахської РСР. Помер 11 травня 2023 р. після тяжкої хвороби.
Олександр Григорович військовий історик, кваліфікований спеціаліст в області як польової, так і довгочасної фортифікації, фотограф. Був поважним членом спільноти військових істориків та дослідників історії фортифікації. Перший хто почав досліджувати довгочасні споруди Київського укріпленого району в 90-ті роки XX ст. Власноруч виконував обміри всіх довготривалих укріплень, складав креслення.
З 2016 по 2023 р. обіймав посаду старшого наукового співробітника науково-дослідного відділу «Історія фортифікації» НІАМ «Київська фортеця».
Під його проводом відбулось оновлення експозиції "Історія фортифікації на теренах України", що в приміщенні Капоніра II полігону Госпітального укріплення Київської фортеці.  Доповнив експозицію "Історія використання споруд Київської фортеці" матеріалами за темами "Листопадове повстання 1830-1831" та "Січневе повстання 1863-1864", доповнив архівними фотографіями виставку "Від ядра до снаряда".
Власноруч склав план Лисогірського форту та відкритих лівофлангових артилерійських казематів оборону рову Васильківського укріплення, за власними обмірами.

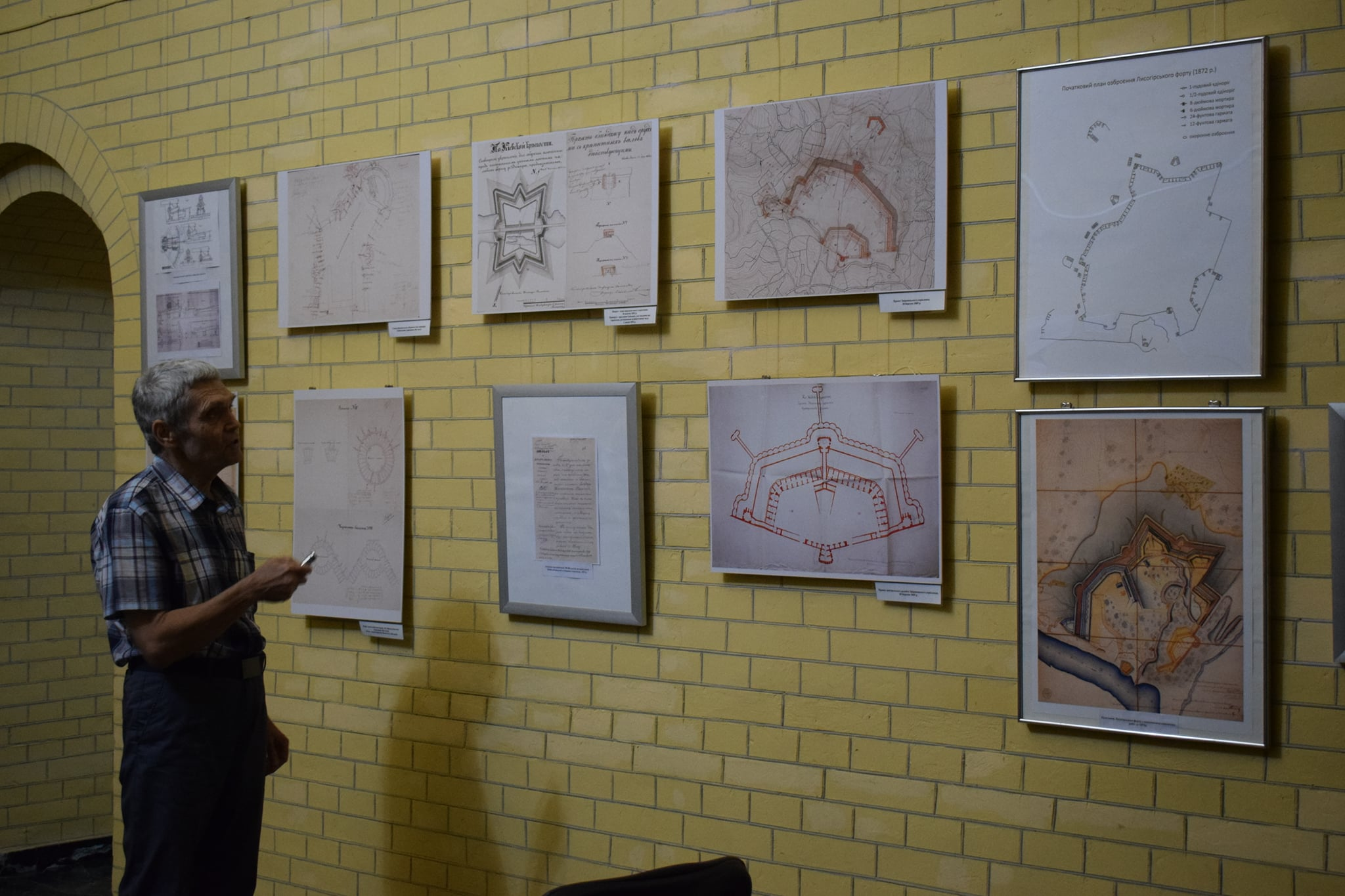
Відкриття виставки "Київська фортеця у планах та кресленнях", присвячена 190-річчю закладання каменю для будівництва Нової Печерської фортеці

У 2019 р. в НІАМ «Київська фортеця», за його ініціативою та при його безпосередній участі, спільно з Національним історичним архівом України у м. Києві була організована виставка «Київська фортеця на мапах та кресленнях».
У червні 2019 за його ініціативою та матеріалами відкрилась виставка «Пояс слави та звитяги», присвячена 90-й річниці від початку будівництва Київського укріпленого району. Для організації виставки Олександр Григорович надав фотографії та креслення власного авторства.
За його співавторством вийшли колективні монографії:
1. Киевский укрепленный район. 1928—1941: история создания, довоенная служба, день сегодняшний / [А. В. Кайнаран, А. Л. Крещанов, А. Г. Кузяк, М. В. Ющенко]; Обществ. орг. «КИУР». — Житомир: Волынь, 2011. — 355 c. : ил.
2. Кузяк О., Дацюк О., В'ялець А., Ющенко О., Новікова-Вигран О., Гоменюк В. Київська фортеця [колективна монографія].: Національний історико-культурний музей «Київська фортеця». — К., 2018 р. — 92 с.